# Chavanay
Chavanay és un municipi francès situat al departament del Loira i a la regió d'Alvèrnia-Roine-Alps. L'any 2007 tenia 2.735 habitants.

## Demografia

### Població
El 2007 la població de fet de Chavanay era de 2.735 persones. Hi havia 1.078 famílies de les quals 298 eren unipersonals (118 homes vivint sols i 180 dones vivint soles), 314 parelles sense fills, 388 parelles amb fills i 78 famílies monoparentals amb fills.
La població ha evolucionat segons el següent gràfic:
Habitants censats

### Habitatges
El 2007 hi havia 1.224 habitatges, 1.102 eren l'habitatge principal de la família, 60 eren segones residències i 62 estaven desocupats. 1.018 eren cases i 204 eren apartaments. Dels 1.102 habitatges principals, 780 estaven ocupats pels seus propietaris, 308 estaven llogats i ocupats pels llogaters i 14 estaven cedits a títol gratuït; 6 tenien una cambra, 73 en tenien dues, 207 en tenien tres, 342 en tenien quatre i 474 en tenien cinc o més. 820 habitatges disposaven pel capbaix d'una plaça de pàrquing. A 446 habitatges hi havia un automòbil i a 551 n'hi havia dos o més.

### Piràmide de població
La piràmide de població per edats i sexe el 2009 era:
| Homes | Edats   | Dones |
| ----- | ------- | ----- |
| 0     | 95 o +  | 3     |
| 1     | 90 a 94 | 11    |
| 8     | 85 a 89 | 12    |
| 6     | 80 a 84 | 11    |
| 27    | 75 a 79 | 31    |
| 40    | 70 a 74 | 64    |
| 57    | 65 a 69 | 56    |
| 43    | 60 a 64 | 73    |
| 64    | 55 a 59 | 56    |
| 80    | 50 a 54 | 68    |
| 93    | 45 a 49 | 89    |
| 99    | 40 a 44 | 88    |
| 75    | 35 a 39 | 92    |
| 93    | 30 a 34 | 89    |
| 89    | 25 a 29 | 70    |
| 74    | 20 a 24 | 54    |
| 90    | 15 a 19 | 92    |
| 98    | 10 a 14 | 106   |
| 65    | 5 a 9   | 68    |
| 72    | 0 a 4   | 54    |

## Economia
El 2007 la població en edat de treballar era de 1.749 persones, 1.303 eren actives i 446 eren inactives. De les 1.303 persones actives 1.203 estaven ocupades (653 homes i 550 dones) i 101 estaven aturades (32 homes i 69 dones). De les 446 persones inactives 141 estaven jubilades, 159 estaven estudiant i 146 estaven classificades com a «altres inactius».

### Ingressos
El 2009 a Chavanay hi havia 1.089 unitats fiscals que integraven 2.687,5 persones, la mediana anual d'ingressos fiscals per persona era de 18.642 €.

### Activitats econòmiques
Dels 154 establiments que hi havia el 2007, 1 era d'una empresa extractiva, 3 d'empreses alimentàries, 1 d'una empresa de fabricació de material elèctric, 1 d'una empresa de fabricació d'elements pel transport, 9 d'empreses de fabricació d'altres productes industrials, 28 d'empreses de construcció, 40 d'empreses de comerç i reparació d'automòbils, 3 d'empreses de transport, 13 d'empreses d'hostatgeria i restauració, 2 d'empreses d'informació i comunicació, 6 d'empreses financeres, 6 d'empreses immobiliàries, 16 d'empreses de serveis, 13 d'entitats de l'administració pública i 12 d'empreses classificades com a «altres activitats de serveis».
Dels 57 establiments de servei als particulars que hi havia el 2009, 1 era una oficina de correu, 2 oficines bancàries, 1 funerària, 6 tallers de reparació d'automòbils i de material agrícola, 1 autoescola, 4 paletes, 7 guixaires pintors, 7 fusteries, 2 lampisteries, 5 electricistes, 6 perruqueries, 9 restaurants, 5 agències immobiliàries i 1 saló de bellesa.
Dels 13 establiments comercials que hi havia el 2009, 1 era un supermercat, 1 una gran superfície de material de bricolatge, 2 botiges de menys de 120 m², 1 una fleca, 2 carnisseries, 1 una llibreria, 2 botigues de roba, 1 una botiga de mobles i 2 floristeries.
L'any 2000 a Chavanay hi havia 74 explotacions agrícoles que ocupaven un total de 364 hectàrees.

## Equipaments sanitaris i escolars
L'únic equipament sanitari que hi havia el 2009 era una farmàcia.
El 2009 hi havia 3 escoles elementals.

## Poblacions més properes
El següent diagrama mostra les poblacions més properes.